# Eurobarometr
Eurobarometr (složenina slov Euro + barometr, anglicky Eurobarometer) je série průzkumů veřejného mínění, které od roku 1974 (podle některých zdrojů od roku 1973) zadává sekce Analýz veřejného mínění Evropské komise. V rámci průzkumů jsou pravidelně vydávány zprávy o veřejném mínění v různých oblastech týkajících se Evropské unie. Průzkumy se provádějí ve všech členských zemích a v poslední době i v kandidátských zemích. Výsledky Eurobarometrů jsou publikovány Generálním ředitelstvím pro tisk a komunikaci Evropské komise.
Eurobarometr byl původně koncipován jako způsob zlepšení informační a komunikační strategie Evropské unie. Jedná se o užitečný nástroj pro poznání veřejného mínění v širokém okruhu záležitostí týkajících se EU, například postoj občanů k dalšímu rozšiřování EU. Eurobarometr bývá někdy kritizován, protože zveřejňované výsledky průzkumů ukazují vyšší podporu pro-evropských postojů než srovnatelné průzkumy.

## Předchůdci Eurobarometru

Vizualizace výsledků Eurobarometru č. 69 z dubna až května 2008; názor na jednotnou společnou měnu Euro (€)
více než 70% podpora
50–70% podpora
30–50% podpora
méně než 30% podpora

V roce 1970 uskutečnila Evropská komise průzkumy v tehdejších šesti členských zemí Evropského společenství (Belgie, Francie, Německo, Itálie, Lucembursko a Nizozemsko). Tyto průzkumy zjišťovaly veřejné mínění, týkající se jak priorit jednotlivých zemí, tak i funkcí, které by měly plnit organizace integrované Evropy, včetně společného evropského trhu (Evropské hospodářské společenství).
Další sada průzkumů v šesti členských zemích se uskutečnila v létě roku 1971, přičemž jednou ze specifických oblastí, na které se průzkum zaměřil, bylo zemědělství.
V letech 1972–1973 se v členských státech uskutečnila referenda o rozšíření Evropského společenství o Dánsko, Irsko a Spojené království.
Pravidelné půlroční průzkumy veřejného mínění v členských zemích začaly v září 1973, název Eurobarometr však získaly až následující rok (to je důvod proč se liší názory, kdy Eurobarometr vznikl). Sběr dat pro průzkum prvního Eurobarometru se uskutečnil v měsících duben až květen roku 1974 a výsledky byly publikované v červenci téhož roku.

## Standardní Eurobarometr
Standardní Eurobarometr je průzkum veřejného mínění zaměřený na pravidelně se opakující okruhy otázek, s cílem porovnávat názory v jednotlivých zemích a vývoj v názorech občanů členských států EU (v minulosti Evropských společenstvích).
Standardní Eurobarometr se uskutečňuje vždy na podzim a na jaře. Přestože se okruh otázek v průběhu let rozšiřuje, záměrem zadavatele je zabezpečit konzistentnost průzkumu, aby bylo možné data porovnávat v dlouhodobé časové linii. Od Eurobarometru č. 34 (rok 1990) se v rámci standardního průzkumu realizují oddělené doplňkové průzkumy zaměřené na specifická témata.

## Bleskový Eurobarometr
Bleskový Eurobarometr (z anglického Flash Eurobarometer) byl Evropskou komisí zaveden později, a to koncem 90. let 20. století. Provádí se prostřednictvím rozhovorů uskutečněných telefonicky, které se realizují ad hoc. Bleskový průzkum Eurobarometr se může realizovat na požadavek Evropské komise nebo jiné instituce Evropské unie. Hlavní výhodou bleskových Eurobarometrů oproti standardnímu průzkumu je to, že je mnohem rychlejší a flexibilnější a výsledky jsou k dispozici téměř okamžitě. Navíc je vhodnější v případech, kdy se průzkum má zaměřit na specifické skupiny v rámci evropské populace. Jedním z nejčerstvějších případů je bleskový Eurobarometr, který se konal v říjnu 2009, a který se zaměřoval na průzkum po opakovaném irském referendu o Lisabonské smlouvě.